# Gluta lanceolata
Gluta lanceolata är en sumakväxtart som beskrevs av Henry Nicholas Ridley. Gluta lanceolata ingår i släktet Gluta och familjen sumakväxter. Inga underarter finns listade i Catalogue of Life.